# 71e cérémonie des Golden Globes
La 71e cérémonie des Golden Globes, organisée par la Hollywood Foreign Press Association, a eu lieu le 12 janvier 2014 et a récompensé les films et séries diffusés en 2013 et les professionnels s'étant distingués cette année-là. Elle a été présentée pour la deuxième année consécutive par les comédiennes Tina Fey et Amy Poehler, et diffusée sur le réseau NBC.
Les nominations ont été annoncées le 12 décembre 2013,.
Le Cecil B. DeMille Award a été attribué à Woody Allen pour récompenser l'ensemble de sa carrière,. L'actrice Diane Keaton est venue chercher le prix à la place du réalisateur.

## Présentateurs et intervenants

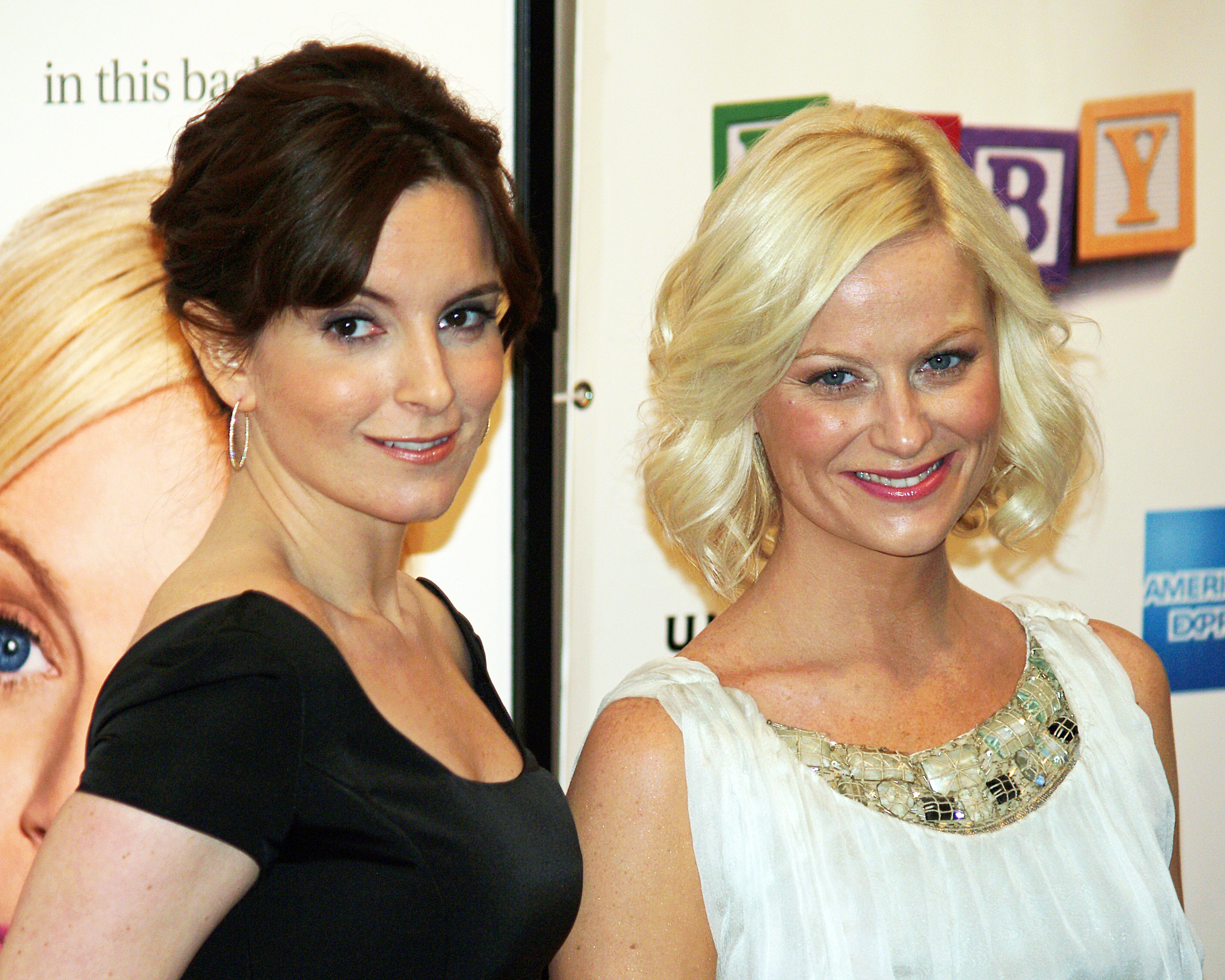
Tina Fey et Amy Poehler, les hôtes de la cérémonie.

- Tina Fey et Amy Poehler, maîtresses de cérémonie

Les personnalités suivantes ont remis des prix lors de la cérémonie :
- Sandra Bullock et Tom Hanks présentent
Meilleure actrice dans un second rôle
- Mila Kunis et Channing Tatum présentent
Meilleure actrice dans une mini-série ou un téléfilm
- Naomi Watts et Mark Ruffalo présentent
Meilleure mini-série ou meilleur téléfilm
Meilleure actrice dans une mini-série ou un téléfilm
- Matt Damon présente Capitaine Phillips
- Margot Robbie et Jonah Hill présentent
Le Loup de Wall Street
- Paula Patton et Aaron Eckhart présentent
Meilleur acteur dans une série dramatique
Meilleure série dramatique
- Steve Coogan et Philomena Lee présentent
Philomena
- Kate Beckinsale, Sean Combs et Usher présentent
Meilleure musique de film
Meilleure chanson originale
- Amber Heard, Taylor Kinney et Jesse Spencer présentent
Meilleur acteur dans un second rôle dans une série, une mini-série ou un téléfilm
- Olivia Wilde présente Her
- Robert Downey Jr. présente
Meilleure actrice dans un film musical ou une comédie
- Kevin Bacon et Kyra Sedgwick présentent
Miss Golden Globe
Meilleure actrice dans une série dramatique
- Jim Carrey présente American Bluff
- Christoph Waltz présente
Meilleur acteur dans un second rôle
- Emma Thompson présente Meilleur scénario
- Laura Dern présente Nebraska
- Julie Bowen et Seth Meyers présentent
Meilleur acteur dans une série musicale ou comique
- Orlando Bloom et Zoe Saldana présentent
Meilleur film en langue étrangère
- Jimmy Fallon et Melissa McCarthy présentent
Meilleur acteur dans une mini-série ou un téléfilm
- Chris Pine et Emma Watson présentent
Meilleur film d'animation
- Colin Farrell présente Inside Llewyn Davis
- Emilia Clarke et Chris O'Donnell présentent
Meilleure actrice dans une série musicale ou comique
- Emma Stone présente Cecil B. DeMille Award
- Liam Neeson présente Gravity
- Ben Affleck présente Meilleur réalisateur
- Uma Thurman et Chris Evans présentent
Meilleure série musicale ou comique
- Jennifer Lawrence présente
Meilleur acteur dans une série musicale ou comique
- Reese Witherspoon[6] présente
Twelve Years a Slave
- Chris Hemsworth et Niki Lauda présentent
Rush
- Drew Barrymore présente
Meilleur film musical ou comédie
- Leonardo DiCaprio présente
Meilleure actrice dans un film dramatique
- Jessica Chastain présente
Meilleur acteur dans un film dramatique
- Johnny Depp présente Meilleur film dramatique

## Palmarès
Les lauréats sont indiqués ci-dessous en premier de chaque catégorie et en caractères gras.

### Cinéma

#### Meilleur film dramatique
- Twelve Years a Slave
  - Capitaine Phillips (Captain Phillips)
  - Gravity
  - Philomena
  - Rush

#### Meilleur film musical ou comédie
- American Bluff (American Hustle)
  - Her
  - Inside Llewyn Davis
  - Nebraska
  - Le Loup de Wall Street (The Wolf of Wall Street)

#### Meilleur réalisateur
- Alfonso Cuarón pour Gravity
  - Paul Greengrass pour Capitaine Phillips (Captain Phillips)
  - Steve McQueen pour Twelve Years a Slave
  - Alexander Payne pour Nebraska
  - David O. Russell pour American Bluff (American Hustle)

#### Meilleur acteur dans un film dramatique
- Matthew McConaughey pour le rôle de Ron Woodroof dans Dallas Buyers Club
  - Chiwetel Ejiofor pour le rôle de Solomon Northup dans Twelve Years a Slave
  - Idris Elba pour le rôle de Nelson Mandela dans Mandela : Un long chemin vers la liberté (Mandela : Long Walk to Freedom)
  - Tom Hanks pour le rôle de Richard Phillips dans Capitaine Phillips (Captain Phillips)
  - Robert Redford pour le rôle de Our Man dans All Is Lost

#### Meilleure actrice dans un film dramatique
- Cate Blanchett pour le rôle de Jasmine Francis dans Blue Jasmine
  - Sandra Bullock pour le rôle de Ryan Stone dans Gravity
  - Judi Dench pour le rôle de Philomena Lee dans Philomena
  - Emma Thompson pour le rôle de Pamela L. Travers dans Dans l'ombre de Mary (Saving Mr. Banks)
  - Kate Winslet pour le rôle de Adele Wheeler dans Last Days of Summer (Labor Day)

#### Meilleur acteur dans un film musical ou une comédie
- Leonardo DiCaprio pour le rôle de Jordan Belfort dans Le Loup de Wall Street (The Wolf of Wall Street)
  - Christian Bale pour le rôle de Irving Rosenfeld dans American Bluff (American Hustle)
  - Bruce Dern pour le rôle de Woody Grant dans Nebraska
  - Oscar Isaac pour le rôle de Llewyn Davis dans Inside Llewyn Davis
  - Joaquin Phoenix pour le rôle de Theodore dans Her

#### Meilleure actrice dans un film musical ou une comédie
- Amy Adams pour le rôle de Sydney Prosse dans American Bluff (American Hustle)
  - Julie Delpy pour le rôle de Céline dans Before Midnight
  - Greta Gerwig pour le rôle de Frances Halladay dans Frances Ha
  - Julia Louis-Dreyfus pour le rôle de Eva dans All About Albert (Enough Said)
  - Meryl Streep pour le rôle de Violet Weston dans Un été à Osage County (August : Osage County)

#### Meilleur acteur dans un second rôle
- Jared Leto pour le rôle de Rayon dans Dallas Buyers Club
  - Barkhad Abdi pour le rôle de Abduwali Muse dans Capitaine Phillips (Captain Phillips)
  - Daniel Brühl pour le rôle de Niki Lauda dans Rush
  - Bradley Cooper pour le rôle de Richie DiMaso dans American Bluff (American Hustle)
  - Michael Fassbender pour le rôle de Edwin Epps dans Twelve Years a Slave

#### Meilleure actrice dans un second rôle
- Jennifer Lawrence pour le rôle de Rosalyn Rosenfeld dans American Bluff (American Hustle)
  - Sally Hawkins pour le rôle de Ginger dans Blue Jasmine
  - Lupita Nyong'o pour le rôle de Patsey dans Twelve Years a Slave
  - Julia Roberts pour le rôle de Barbara Weston dans Un été à Osage County (August : Osage County)
  - June Squibb pour le rôle de Kate Grant dans Nebraska

#### Meilleur scénario
- Her – Spike Jonze
  - American Bluff (American Hustle) – Eric Warren Singer et David O. Russell
  - Nebraska – Bob Nelson
  - Philomena – Jeff Pope et Steve Coogan
  - Twelve Years a Slave – John Ridley

#### Meilleure chanson originale
- Ordinary Love interprétée par U2 – Mandela : Un long chemin vers la liberté (Mandela : Long Walk to Freedom)
  - Atlas interprétée par Coldplay et Michael McDevitt – Hunger Games : L'Embrasement (The Hunger Games : Catching Fire)
  - Let It Go interprétée par Idina Menzel – La Reine des neiges (Frozen)
  - Please Mr. Kennedy interprétée par Oscar Isaac, Justin Timberlake et Adam Driver – Inside Llewyn Davis
  - Sweeter Than Fiction (en) interprétée par Taylor Swift – One Chance

#### Meilleure musique de film
- All Is Lost – Alex Ebert
  - Gravity – Steven Price
  - Mandela : Un long chemin vers la liberté (Mandela : Long Walk to Freedom) – Alex Heffes
  - Twelve Years a Slave – Hans Zimmer
  - La Voleuse de livres (The Book Thief) – John Williams

#### Meilleur film en langue étrangère
- La grande bellezza  Italie (en italien)
  - La Vie d'Adèle  France (en français)
  - La Chasse (Jagten)  Danemark (en danois et anglais)
  - Le Passé  Iran (en français et persan)
  - Le vent se lève (風立ちぬ, Kaze tachinu)  Japon (en japonais)

#### Meilleur film d'animation
- La Reine des neiges (Frozen)
  - Les Croods (The Croods)
  - Moi, moche et méchant 2 (Despicable Me 2)

### Télévision
Note : le symbole « ♕ » rappelle le gagnant de l'année précédente (si nomination).

#### Meilleure série dramatique
- Breaking Bad
  - Downton Abbey
  - The Good Wife
  - House of Cards
  - Masters of Sex

#### Meilleure série musicale ou comique
- Brooklyn Nine-Nine
  - The Big Bang Theory
  - Girls ♕
  - Modern Family
  - Parks and Recreation

#### Meilleure mini-série ou meilleur téléfilm
- Ma vie avec Liberace (Behind the Candelabra)
  - American Horror Story: Coven
  - Dancing on the Edge
  - Top of the Lake
  - The White Queen

#### Meilleur acteur dans une série dramatique
- Bryan Cranston pour le rôle de Walter White dans Breaking Bad
  - Michael Sheen pour le rôle de Bill Masters dans Masters of Sex
  - Liev Schreiber pour le rôle de Ray Donovan dans Ray Donovan
  - Kevin Spacey pour le rôle de Frank Underwood dans House of Cards
  - James Spader pour le rôle de Raymond Reddington dans The Blacklist

#### Meilleure actrice dans une série dramatique
- Robin Wright pour le rôle de Claire Underwood dans House of Cards
  - Julianna Margulies pour le rôle d'Alicia Florrick dans The Good Wife
  - Tatiana Maslany pour le rôle de Sarah Manning dans Orphan Black
  - Taylor Schilling pour le rôle de Piper Chapman dans Orange Is the New Black
  - Kerry Washington pour le rôle d'Olivia Pope dans Scandal

#### Meilleur acteur dans une série musicale ou comique
- Andy Samberg pour le rôle de Jake Peralta dans Brooklyn Nine-Nine
  - Jason Bateman pour le rôle de Michael Bluth dans Arrested Development
  - Don Cheadle pour le rôle de Marty Kaan dans House of Lies ♕
  - Michael J. Fox pour le rôle de Mike Henry dans The Michael J. Fox Show
  - Jim Parsons pour le rôle de Sheldon Cooper dans The Big Bang Theory

#### Meilleure actrice dans une série musicale ou comique
- Amy Poehler pour le rôle de Leslie Knope dans Parks and Recreation
  - Zooey Deschanel pour le rôle de Jessica Day dans New Girl
  - Lena Dunham pour le rôle de Hannah Horvath dans Girls ♕
  - Edie Falco pour le rôle de Jackie Peyton dans Nurse Jackie
  - Julia Louis-Dreyfus pour le rôle de Selina Meyer dans Veep

#### Meilleur acteur dans une mini-série ou un téléfilm
- Michael Douglas pour le rôle de Liberace dans Ma vie avec Liberace (Behind the Candelabra)
  - Matt Damon pour le rôle de Scott Thorson dans Ma vie avec Liberace (Behind the Candelabra)
  - Chiwetel Ejiofor pour le rôle de Louis Lester dans Dancing on the Edge
  - Idris Elba pour le rôle de John Luther dans Luther
  - Al Pacino pour le rôle de Phil Spector dans Phil Spector

#### Meilleure actrice dans une mini-série ou un téléfilm
- Elisabeth Moss pour le rôle de Robin Griffin dans Top of the Lake
  - Helena Bonham Carter pour le rôle d'Elizabeth Taylor dans Burton and Taylor
  - Rebecca Ferguson pour le rôle d'Élisabeth Woodville dans The White Queen
  - Jessica Lange pour le rôle de Fiona Goode dans American Horror Story
  - Helen Mirren pour le rôle de Linda Kenney Baden dans Phil Spector

#### Meilleur acteur dans un second rôle dans une série, une mini-série ou un téléfilm
- Jon Voight pour le rôle de Mickey Donovan dans Ray Donovan
  - Josh Charles pour le rôle de Will Gardner dans The Good Wife
  - Rob Lowe pour le rôle de Jack Startz dans Ma vie avec Liberace (Behind the Candelabra)
  - Aaron Paul pour le rôle de Jesse Pinkman dans Breaking Bad
  - Corey Stoll pour le rôle de Peter Russo dans House of Cards

#### Meilleure actrice dans un second rôle dans une série, une mini-série ou un téléfilm
- Jacqueline Bisset pour le rôle de Livinia Cremone dans Dancing on the Edge
  - Janet McTeer pour le rôle de Jacquette de Luxembourg dans The White Queen
  - Hayden Panettiere pour le rôle de Juliette Barnes dans Nashville
  - Monica Potter pour le rôle de Kristina Braverman dans Parenthood
  - Sofía Vergara pour le rôle de Gloria Delgado-Pritchett dans Modern Family

### Récompenses spéciales

#### Cecil B. DeMille Award
- Woody Allen

#### Miss Golden Globe
- Sosie Bacon[7]

## Statistiques

### Nominations multiples

#### Cinéma
7 : Twelve Years a Slave, American Bluff
5 : Nebraska
4 : Capitaine Phillips, Gravity
3 : Inside Llewyn Davis, Mandela : Un long chemin vers la liberté, Philomena, Her
2 : Un été à Osage County, All Is Lost, Blue Jasmine, Dallas Buyers Club, La Reine des neiges, Rush, Le Loup de Wall Street

#### Télévision
4 : Ma vie avec Liberace, House of Cards
3 : Breaking Bad, Dancing on the Edge, The Good Wife, The White Queen
2 : American Horror Story, Brooklyn Nine-Nine, Girls, Masters of Sex, Modern Family, Parks and Recreation, Phil Spector, Ray Donovan, The Big Bang Theory, Top of the Lake

#### Personnalités
2 : Chiwetel Ejiofor, Idris Elba, Julia Louis-Dreyfus

### Récompenses multiples

#### Cinéma
3 / 7 : American Bluff
2 / 2 : Dallas Buyers Club

#### Télévision
2 / 4 : Ma vie avec Liberace
2 / 3 : Breaking Bad
2 / 2 : Brooklyn Nine-Nine

### Les grands perdants
1 / 7 : Twelve Years a Slave
0 / 5 : Nebraska